# Neottiosporina apoda
Neottiosporina apoda är en svampart som först beskrevs av Speg., och fick sitt nu gällande namn av Chirayathumadom Venkatachalier Subramanian 1961. Neottiosporina apoda ingår i släktet Neottiosporina, divisionen sporsäcksvampar och riket svampar.   Inga underarter finns listade i Catalogue of Life.